# Fine On The Outside
《Fine On The Outside》（英語：Fine On The Outside）是由韓裔美籍女子歌手普莉西雅·安創作及演唱，作為2014年由日本吉卜力工作室上映的電影動畫《回憶中的瑪妮》之片尾曲。

## 作品內容
在2013年12月期間普莉西雅·安於吉卜力工作室所屬的吉卜力美術館裡；發表個人翻唱吉卜力動畫曲的簡單巡迴演唱時，普莉西雅·安私下收到希望能為他們預計將上映之電影動畫《回憶中的瑪妮》演唱片尾曲的要求。起初普莉西雅·安不確定是否能接下這份任務，之後隔年2014年1月《回憶中的瑪妮》的影片製作人西村義明前來洛杉磯拜訪普莉西雅·安時，將此片導演米林宏昌所寫下的個人聲明、以及此片的分鏡圖，和影片所改編之同名原著小說交給普莉西雅·安觀看，讓普莉西雅·安湧出許多想法。
普莉西雅·安確定接下提案後，暫時離家前往外面旅館裡居住一週，在此期間除完成數首作為方案的新歌外、另想到可順勢提出個人在多年前曾創作出的《Fine On The Outside》。此歌曲的背景是成年的普莉西雅·安搬家至洛杉磯時；回想到學生時期的內心孤獨體驗所編寫成之曲子。
之後因《Fine On The Outside》意境符合動畫裡所要表現的主題，獲得西村義明與米林宏昌的青睞所採用。而《Fine On The Outside》為全英語歌詞作品，起初曾被提議是否要配合電影而改寫成日語內容，之後西村義明考慮若刻意改寫可能會失去原先作品所要表現出的味道而取消。
此單曲中的B面歌曲《This Old House》；則有採用為《回憶中的瑪妮》的美術監督種田陽平為此影片所舉辦之美術展中、會場裡的背景放送歌曲。

## 收錄歌曲
1.Fine On The Outside
※作詞、作曲、演唱：普莉西雅·安
2.This Old House
※作詞、作曲、演唱：普莉西雅·安
3.Fine On The Outside
※伴奏版本

## 相關收錄專輯
- 《回憶中的瑪妮原聲帶》（2014年）
- 《相遇在那不可思議的夏天。》（2014年）

## 外部連結
- YAMAHA MUSIC的《Fine On The Outside》CD作品介紹網頁（页面存档备份，存于）